# Stenodactylus affinis
Espèce
Synonymes
- Ceramodactylus affinis Murray, 1884

Statut de conservation UICN

 LC  : Préoccupation mineure
Stenodactylus affinis est une espèce de geckos de la famille des Gekkonidae.

## Répartition
Cette espèce se rencontre en Iran et en Irak.

## Description
Stenodactylus affinis mesure jusqu'à 60 mm, queue non comprise.

## Publication originale
- Murray, 1884 : Additions to the present knowledge of the vertebrate zoology of Persia. The Annals and magazine of natural history, ser. 5, vol. 14, p. 97-106 (texte intégral).